# 宋庆龄幼儿园
宋庆龄幼儿园是中華人民共和國上海市規模最大的寄宿制幼兒園，也是號稱「上海市最難進的幼兒園」，幼兒園名字來源自宋慶齡。園區分為兩部分，分別位於長寧區虹梅路和青浦區趙巷鎮，虹梅路園區於1991年10月19日建成，由江澤民題字。1994年9月開始招收國際班。孫儷、陸毅等明星子女以及胡海青女兒曾在該幼兒園就讀。

## 外部連結
- 官方网站